# Данмаллет
Данмаллет (англ. Dunmallet) або Данмаллард (англ. Dunmallard) — невеликий пагорб в Англії, в Озерному краї, на березі озера Алсвотер, поблизу села Пулі-Бридж у графстві Камбрія. Його висота сягає 775 футів (236 м).
Пагорб покритий лісом, а краєвиди з вершини обмежені. На ньому виявлені залишки городища Залізної доби.

## Етимологія

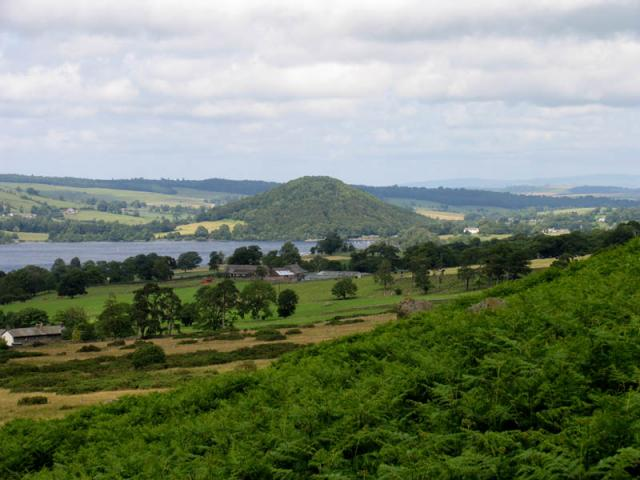
Вид на Данмаллет та озеро Алсвотер (липень 2004)

Назва Dunmallet або Dunmallard може мати бритське або середньоірландське походження. Найімовірніше, вона походить від ірландського dùn-mallacht, що означає «форт прокляття». Інший варіант тлумачення походження назви — від бритського сполучення dīn- («форт») + mę:l («лисий») + -arδ («висота»).